# Trois-Rivières
Trois-Rivières (čti [troa riviér], francouzsky též Ville de Trois-Rivières, anglicky Three Rivers) je město v kanadské provincii Québec. Leží na soutoku řeky Svatého Vavřince a řeky Svatého Mauricia v jižní části provincie. Patří mezi nejstarší americká města ležící severně od Mexika a je po Quebecu druhým nejstarším kanadským městem.
Město založil Francouz Sieur de Laviolette v roce 1634 jako centrum obchodu s kožešinami. V roce 1697 uršulinky založili první školu. Název Trois-Rivières znamená v překladu tři řeky a pochází od řeky svatého Mauricia, která se při soutoku do řeky svatého Vavřince rozděluje na tři toky.
Na začátku 20. století bylo město významným centrem papírnického průmyslu, dnes je jedním z center průmyslu leteckého. Centrum města představuje hlavní bulvár Boulevard de Forges a přilehlé ulice, které bývají v letním období, zejména v období kulturních akcí uzavřeny pro automobilovou dopravu.

## Kultura
Trois-Rivières je každoročním hostitelem hudebního festivalu FestiVoix de Trois-Rivières, který přitahuje víc než 300'000 návštěvníků. Město dále pořádá festival poezie Festival International de la Poésie a mezinárodní taneční festival Festival International Danse Encore, v listopadu je to rockový MetalFest de Trois-Rivières. V roce 2009 udělil městu magazín Canadian Geographic Magazine titul Hlavní město kultury Kanady v kategorii města nad 125 000 obyvatel.

## Osobnosti města
- Marc-André Bergeron, hráč NHL
- Steve Bégin, bývalý hráč NHL
- Jean Béliveau, bývalý hráč NHL, od roku 1972 člen hokejové Síně slávy.
- Madeleine Ferron, spisovatelka
- Annie Groovie, spisovatelka, autorka dětských knih